# Nesciothemis minor
Nesciothemis minor är en trollsländeart som beskrevs av Gambles 1966. Nesciothemis minor ingår i släktet Nesciothemis och familjen segeltrollsländor. IUCN kategoriserar arten globalt som livskraftig. Inga underarter finns listade i Catalogue of Life.